# Partido Democrático de Guinea Ecuatorial
De Partido Democrático de Guinea Ecuatorial (Nederlands: Democratische Partij van Equatoriaal-Guinea, PDGE) is een politieke partij in Equatoriaal-Guinea die in 1987 werd opgericht en sindsdien aan de macht is.
De PDGE werd op 11 oktober 1987 opgericht door president Teodoro Obiang Nguema Mbasogo als enige toegestane politieke partij. Volgens Obiang is de PDGE een "partij van democratische inslag, waarvan het lidmaatschap open staat voor alle inwoners van Equatoriaal-Guinea" wier taak het is "de democratie ordelijk in door te voeren." In 1991 werden oppositiepartijen toegestaan, maar dat veranderde niets in de positie van de PDGE of van president Obiang. Bij de verkiezingen van 2008, 2013 en 2017 behaalde de partij telkens 99 van de 100 parlementszetels.
De partij kent geen vast omschreven ideologie, alles draait om de persoon van de president. Obiang is voorzitter van de PDGE. Dat partij wordt verder gedomineerd door de familie van de president die behoren tot de Esangui-clan van het Fang-volk. De vrouw van de president, Constanza Mangue, is voorzitter van de vrouwenafdeling van de PDGE.
De PDGE is voorstander van economisch liberalisme en moedigt buitenlandse investeerders aan om gebruik te maken van het gunstige ondernemersklimaat van Equatoriaal-Guinea. De partij wijst "buitenlandse ideologieën" af. De partij onderhoudt contacten met de Koreaanse Arbeiderspartij en de twee partijen "wisselen ideologische principes" uit.
Het embleem van de partij is een brandende fakkel, hetzelfde embleem dat werd gebruikt door de MPR van Mobutu in Zaïre.

## Partijleiding
Het partijbestuur heet de uitvoerende raad en bestaat naast de voorzitter (Obiang) en secretaris-generaal (Jerónimo Osa Osa Ecoro) uit tien personen.

## Partijcongressen
- 1988 : 1e Congres
- 1995 : 2e Congres
- 2001 : 3e Congres
- 2006 : 4e Congres
- 2013 : 5e Congres
- 2017 : 6e Congres

### Lijst van voorzitters
- Teodoro Obiang Nguema Mbasogo (1987-heden)

### Lijst van secretarissen-generaal
- Eloy Eló Nvé Mbengono (1987-1993)
- Filiberto Ntutumu Nguema (2003-2010)
- Lucas Nguema Esono (2010-2013)
- Jerónimo Osa Osa Ecoro (2013-heden)

| Zetelverdeling Kamer van Afgevaardigden | Zetelverdeling Kamer van Afgevaardigden | Zetelverdeling Kamer van Afgevaardigden | Zetelverdeling Kamer van Afgevaardigden |
| jaar                                    | %                                       | zetels                                  | totaal                                  |
| --------------------------------------- | --------------------------------------- | --------------------------------------- | --------------------------------------- |
| 1988                                    | 99,2                                    | 60                                      | 60                                      |
| 1993                                    | 69,8                                    | 68                                      | 80                                      |
| 1999                                    | 85,5                                    | 75                                      | 80                                      |
| 2004                                    | 49,4                                    | 68                                      | 100                                     |
| 2008                                    | -                                       | 99                                      | 100                                     |
| 2013                                    | -                                       | 99                                      | 100                                     |
| 2017                                    | 92,0                                    | 99                                      | 100                                     |
| 2022                                    | -                                       | 100                                     | 100                                     |
| Zetelverdeling Senaat                   |                                         |                                         |                                         |
| jaar                                    | %                                       | zetels                                  | totaal                                  |
| 2013                                    | 92,0                                    | 52                                      | 55                                      |
| 2017                                    | 92,0                                    | 54                                      | 55                                      |
| 2020                                    | -                                       | 55                                      | 70                                      |